# Língua kullui
Kului (Kullū), também chamado Kulvi,  é uma língua Pahari Ocidental falada em Himachal Pradesh, Índia.

## Fonologia

### Consoantes
|                | Bilabial | Bilabial | Dental | Dental | Alveolar | Alveolar | Retroflexa | Retroflexa | Palatal | Palatal | Velar | Velar | Faríngea | Glotal |
| -------------- | -------- | -------- | ------ | ------ | -------- | -------- | ---------- | ---------- | ------- | ------- | ----- | ----- | -------- | ------ |
| Plosiva        | p pʰ     | b bʱ     | t̪ t̪ʰ   | d̪ d̪ʱ   |          |          | ʈ ʈʰ       | ɖ ɖʱ       |         |         | k kʰ  | ɡ ɡʱ  |          | ʔ      |
| Africada       |          |          |        |        | ts tsʰ   | dz dzʱ   |            |            | c͡ç c͡çʰ  | ɟ͡ʝ ɟ͡ʝʱ  |       |       |          |        |
| Fricativa      |          |          |        |        | s        | s        |            |            | ɕ       | ɕ       |       |       | ħ        | ɦ      |
| Nasal Oclusiva | m        | m        | n̪      | n̪      |          |          | ɳ          | ɳ          | ɲ       | ɲ       | ŋ     | ŋ     |          |        |
| Vibrante       |          |          |        |        | r        | r        | ɽ          | ɽ          |         |         |       |       |          |        |
| Lateral        |          |          |        |        | l        | l        | ɭ          | ɭ          |         |         |       |       |          |        |
| Aproximante    |          |          |        |        |          |          |            |            | j       | j       |       |       |          |        |

Para as oclusivas e africadas há uma distinção de quatro vias em fonação entre Tenuis tenuis  / p /, voz aspirada  / b /,  / pʰ / e voz ofegante ‘’d’’  / bʱ /} } . Harvtxt diz que para as Oclusivas e Africadas há uma distinção de quatro vias em fonação entre Tenuis  / p /,  / b /,  / pʰ /  aspirada e voz ofegante d  / bʱ /. Thakur lista como correlatos aspirados de fonemas separados de  / ŋ /,  / n /,  / m /,  / j /,  / r /,  / ɽ /,  / l / e  / ɭ /, mas descreve a aspiração como uma fricção faríngea surda.  / n̪ / é dental, mas se torna alveolar se a próxima sílaba contiver uma consoante retroflexa.  / ŋ / e  / ɲ / são raros, mas contrastam com as outras palavras nasais medial. Conf.  Thakur, uma exceção é a palavra  [ɽəbɑːɳɑː] "lançar". A glotal oclusiva ocorre apenas entre uma vogal e  / ɳ /,  / n /,  / r / ou  / l /, por exemplo  [kɑːʔɭ] "uma trombeta", que contrasta com  [kɑːɭ] "fome". A fricativa faríngea surda  / ħ / deriva historicamente de  / s / e ocorre por fim, por ex.  [ɡʱɑːħ] "grama",  [biːħ] "vinte". Listm-se como correlatos aspirados de fonemas separados de  / ŋ /,  / n /,  / m /,  / j /,  / r /,  / ɽ /,  / l / e  / ɭ /, mas descreve a aspiração como uma fricção faríngea surda.  / n̪ / é dental, mas se torna alveolar se a próxima sílaba contiver uma consoante retroflexa.  / ŋ / e  / ɲ / são raros, mas contrastam com as outras palavras nasais medialmente entre as vogais.  / ɳ /,  / ɭ / e  / ɽ /, junto com seus correlatos aspirados, não ocorrem no início das palavras. Uma exceção é a palavra  [ɽəbɑːɳɑː] "lançar".}} A glotal oclusiva ocorre apenas entre uma vogal e  / ɳ /,  / n /,  / r / ou  / l /, por exemplo  [kɑːʔɭ] "uma trombeta", que contrasta com  [kɑːɭ] "fome". A Fricativa faríngea surda  / ħ / deriva historicamente de  / s / e ocorre por fim, por ex.  [ɡʱɑːħ] "grama",  [biːħ] "vinte"

## Escrita
A escrita nativa do idioma é uma variedade da  Takri..

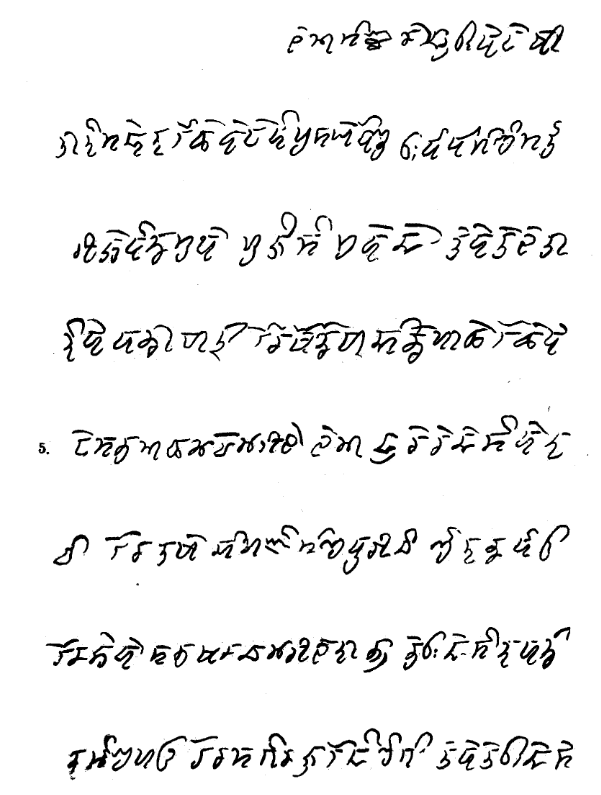
Amostra no idioma Kulluvi

## Situação
A língua é comumente chamada de Pahar ou Pahari Ocidental (Himachali). Não não tem status oficial. De acordo com a UNESCO, o idioma está definitivamente na categoria de extinção, ou seja, muitas crianças Kulluvi não estão mais aprendendo Kulluvi como sua língua materna.
A demanda para a inclusão de 'Pahari (Himachali)' sob a Tabela 8 da Constituição da Índia, que supostamente representa várias línguas Pahari de Himachal Pradesh, foi feita no ano de 2010 por Vidhan Sabha. Não houve nenhum progresso positivo neste assunto desde então, mesmo quando pequenas organizações estão se empenhando em salvar o idioma e exigindo sua proteção.. Devido ao interesse político, o idioma é atualmente registrado como um dialeto do Hindi, mesmo tendo uma fraca inteligibilidade mútua com tal língua.

## Amostra de texto
Mateus 1:1-3
1.	अब्राहम राज़ा दाऊदा रा बुज़ुर्ग ती, राज़ा दाऊदा, यीशु मसीह रा बुज़ुर्ग ती, होर ऐ सा यीशु मसीह रा खानदान।
2.	अब्राहम इसहाका रा बापू ती,
3.	इसहाक याकूबा रा बापू ती, होर याकूब यहूदा होर तेइरै भाई रा बापू ती।
4.	यहूदा पेरेस होर जेरह रा बापू ती;होर हेस्रोन पेरेसा रा बापू ती, होर तामार तिन्हरी आमा ती।
Transliteração
1.	abrāham rādzā dāūdā rā budzurg tī, rādzā dāūdā, yīśu masīh rā budzurg tī, hor ai sā yīśu masīh rā khāndān.
2.	abrāham isahākā rā bāpu tī, isahāk yākūbā rā bāpū tī, hor yākūb yahūhā hor teirai bhāī rā bāpū tī.
3.	yahūdā peres hor jeroh rā bāpū tī; hor hestron peresā rā bāpū tī, hor tāmār tinharī āmā tī.
Português
1.	1. O livro da geração de Jesus Cristo, filho de Davi, filho de Abraão.
2.	2. Abraão gerou Isaque; e Isaac gerou Jacó; e Jacó gerou Judas e seus irmãos;
3.	3. E Judas gerou Phares e Zara de Tamar; e Phares gerou Esrom; e Esrom gerou Aram;